# Sant Ravi Das Nagar (huyện)
Huyện Sant Ravi Das Nagar là một huyện thuộc bang Uttar Pradesh, Ấn Độ. Thủ phủ huyện Sant Ravi Das Nagar đóng ở Bhadohi. Huyện Sant Ravi Das Nagar có diện tích 960 ki lô mét vuông. Đến thời điểm năm 2001, huyện Sant Ravi Das Nagar có dân số 1352056 người.